# 神田川俊郎
神田川俊郎（日语：／ Kandakgawa Toshirō，1939年11月5日—2021年4月25日），原名大竹俊郎，男，京都府京都市出生，日本厨師、料理研究家及實業家。他以嚴格遵循日本經典烹飪風格而聞名。

## 生平
神田川於1956年在大阪知名日本料理店「灘萬」（なだ万）拜師學藝，從而進入了烹飪行業。1961年，他開了一家關東煮料理店「福柳」（ふく柳）。1965年，他在大阪又開設了他自身的日本料理店「神田川」。
1993年被邀請上了富士電視台人氣烹飪節目《鐵人料理》，成為話題人物，頗受歡迎，之後也接了不少電視廣告和代言。
2021年4月25日，神田川在2019冠狀病毒病日本疫情期間感染肺炎病逝，享壽81歲。

## 外部鏈接
- （日語） 神田川俊郎官方網站，包括餐廳資訊及個人部落格 （页面存档备份，存于）